# 梁志文 (昆蟲學者)
梁志文，澳門昆蟲學者，國立臺灣大學昆蟲系碩士生，從事研究昆蟲的工作。2017年，梁志文於澳門青洲山發現了新種螞蟻，他將其名為「澳門細蟻」（Leptanilla macauensis）。2018年，「澳門細蟻」得到國際動物命名法規委員會的認可，梁志文成為首個命名當地物種的澳門人。同年，梁志文再次於青洲山發現獨有昆蟲物種，並將之名為「澳門麥羅甲蟎」（Meristolohmannia macaoensis）和「澳門青洲山大翼甲蟎」（Dimiodiogalumna ilhaverdeensis）。

## 背景
梁志文從小喜歡爬蟲動物，鍾情生物學。他曾就讀於澳門廣大中學，在2013年考入國立臺灣大學昆蟲學系，現於該校昆蟲學研究所就讀碩士課程。

## 學術研究及成就
2015年，梁志文開始在澳門不同的山上展開數十次昆蟲調查，在網上平台開設專頁結交志同道合的人士，並向有香港大學生物科學學院助理教授管納德博士（Dr. Benoit Guenard）徵詢螞蟻的研究方法，過程中採集30多種螞蟻。
梁志文在翻閱有關澳門昆蟲的文獻時發現記載螞蟻的資料甚少，便決定專心研究螞蟻，填補學術上的「斷層」。2017年，他在國際期刊《Asian Myrmecology》上發佈了一篇題為《生存在大都市化的澳門螞蟻初步名單》的論文，記載了澳門113種螞蟻，是舊有紀錄的二倍。相比台灣的300種、香港的170種，反映出澳門的生態環境不差、螞蟻品種多樣。

### 發現新物種
2017年1月25日，梁志文在澳門半島青洲山進行螞蟻（紅火蟻和長足捷蟻）調查時意外發現前所未見的新種螞蟻，他將其以澳門命名，稱為「澳門細蟻」（Leptanilla macauensis），梁志文表示那是屬於十分稀有的螞蟻種類，其身長有1.1毫米，根據科學家的研究，該類蟻的毒素和行為是專為捕食蜈蚣，而「澳門細蟻」在大部情況下是出現在較為底層的泥土，一般難以在土表發現。
「澳門細蟻」的發現，是繼2006年、事隔十二年後科學家再次於澳門發現昆蟲新物種，是澳门回归后首个以澳门命名的物种，而梁志文是首個命名當地物種的澳門人，他表示：「我想別人聽到牠的名字會想起澳門，找到牠出生的地方。以澳門命名的意義，是一個里程碑，這是澳門時隔十二年後，再次有新昆蟲物種被發現。而且我更在乎的是澳門人的看法，我希望大家更加愛惜這隻螞蟻，因為這是在澳門發現的特有物種。如果其他人提起澳門只是一個石屎森林時，作為澳門人的我們可以反駁，澳門都有自己特有的昆蟲。」
2018年，經過一年研究，由梁志文、管納德和鹿兒島大學博物館的山根正氣博士（Dr. Seiki Yamane）合力撰寫的論文《澳門細蟻 Leptanilla macauensis Leong et al., 2018》登上國際螞蟻期刊《Asian Myrmecology》，而「澳門細蟻」的命名亦得到國際動物命名法規委員會的認可並正式生效，引起國際昆蟲學界迴響，亦令到以澳門命名的昆蟲增加到四種（另外三種為澳門綠虎天牛、澳門舉腹蟻和澳門巨蚊）。
2018年，梁志文再次於青洲山發現獨有昆蟲物種，並將之名為「澳門麥羅甲蟎」（Meristolohmannia macaoensis）和「澳門青洲山大翼甲蟎」（Dimiodiogalumna ilhaverdeensis）。

#### 特徵
澳門細蟻擁有異於其他同類的金黃色小倒鈎、已退化的眼睛、身體沒有沉積黑色素、可鑽泥孔但不會爬樹，估計孕育自青洲山獨特的原始森林地底並繁衍至今。該種蟻的蟻后沒有翅膀，不利遷移，且主要以地蜈蚣為主食，因此被現代城市包圍的青洲山是其唯一的棲息處。

### 保育與科普工作
新物種的發現是彰顯澳門生物的多樣性，但同時也帶出青洲山的生態環境亟待保育的問題。澳門屬全球人口密度最高的地區，都市化問題嚴重，近年來山上充滿垃圾、廢車場和被開墾的痕跡，雖然青洲山已被列入澳門文化遺產不動產清單，但由於私人業權問題，保護及復原工作至今仍有待進行。梁志文希望青洲山能好好被保育，不論是文遺還是生態。他表示「澳門細蟻」的發現代表該地區還有很多未知的生物，而且那片土地可以成為一些特有生物的棲所。他亦指出，螞蟻要保留原有特徵，環境變化不能太大，青洲山曾是一座孤島，澳門細蟻不可能走出青洲山，如果青洲山消失，這種細蟻就會絕種。
梁志文與其他學者預測澳門共有150種螞蟻，仍有尚待發掘的品種，會再研究新品種的螞蟻，並協助其他澳門學生研究其他物種生物。他也推動關於昆蟲的科普教育工作，例如在網絡上建立社交群組澳門昆蟲植物分類，發佈與昆蟲相關的信息，集合昆蟲相片促進交流。他還不定期舉行郊遊科普活動，以普及大眾對各類昆蟲的認識和推廣保育澳門山體的意義。
2018年，擔任澳門昆蟲學會首任會長。

### 研究困難
梁志文表示，他目前的研究都是靠個人的獎學金去實行，他希望將來可以有一個專門的研究基金去支持澳門的螞蟻及其他昆蟲的調查。另外，梁志文採集的五具「澳門細蟻」標本中，其中三具分別送往美國、日本及香港的標本館作研究及儲存之用，他指出澳門目前未有符合標本館配備的機構，沒有一個正式的昆蟲標本館或基礎生物學的政府研究中心或單位，導致很多樣本包括新發現的「澳門細蟻」都流落他處，讓當地研究人員很難去廷續研究工作。他指出，澳門其實有很多新物種有待發現，但由於上述原因讓當地的年青科學家無法繼續進行研究，導致有物種在滅絕前也未被紀錄。梁志文亦表示進行相關領域研究的在澳門的年輕研究者獨他一人，他鼓勵澳門年輕人多關心同在都市中生存的動物和昆蟲。

## 發現物種
- 澳門細蟻 Leptanilla macauensis Leong, Yamane, & Guénard, 2018
- 澳門羅甲蟎 Meristolohmannia macaoensis Ermilov & Leong, 2018[15]
- 澳門青洲山大翼甲蟎 Dimiodiogalumna ilhaverdeensis Sergey & Leong, 2018

## 外部連結
- 刊登於《Asian Myrmecology》的「澳門細蟻」論文（页面存档备份，存于）
- 梁志文的臉書[永久]